# Bythognathia yucatanensis
Bythognathia yucatanensis is een pissebed uit de familie Gnathiidae. De wetenschappelijke naam van de soort is voor het eerst geldig gepubliceerd in 1988 door Camp.